# Damon johnstonii
Damon johnstonii är en spindeldjursart som först beskrevs av Pocock 1894.  Damon johnstonii ingår i släktet Damon och familjen Phrynichidae. Inga underarter finns listade i Catalogue of Life.